# Maikel Boon
Maikel Boon (Den Haag, 11 mei 1982) is een Nederlands politicus namens de PVV. 

## Loopbaan
Voor 2015 heeft hij bij de Koninklijke Landmacht gewerkt. Boon werd in 2015 gekozen in de Provinciale Staten van Noord-Brabant. Sinds 6 december 2023 is hij tevens lid van de Tweede Kamer der Staten-Generaal. Hij houdt zich in het parlement bezig met integratie, islam en antisemitisme.
In december 2024 kwam in een onderzoek van De Groene Amsterdammer naar voren dat Boon een netwerk van ten minste zes Facebookpagina's beheert, waarop hij sinds 2015 anoniem racistische beelden gemaakt met behulp van artificiële intelligentie verspreid. Kort na publicatie van het artikel gingen vijf van de zes pagina's offline.